# 대화

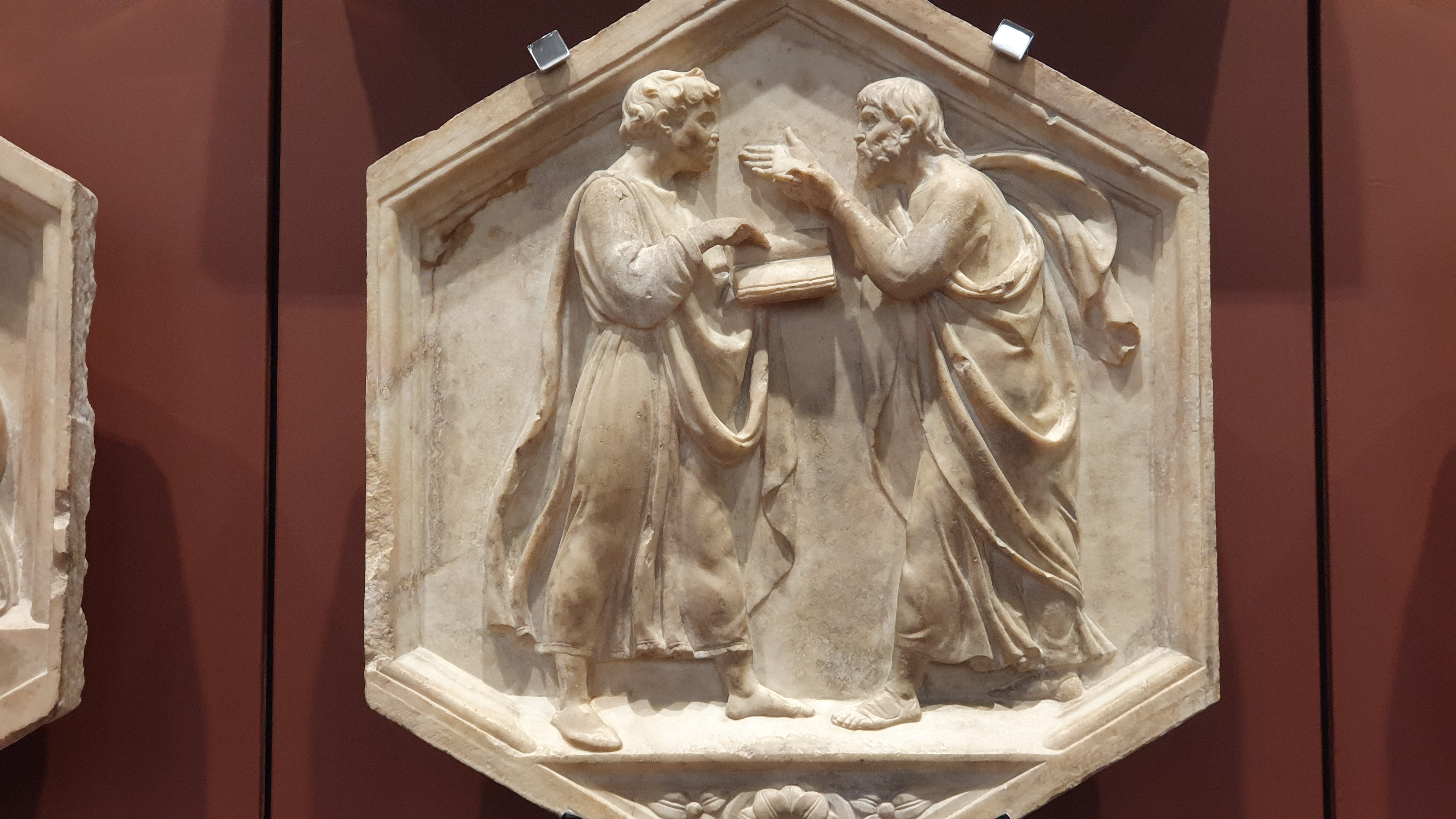

대화(對話, dialogue, 다이얼로그)는 둘 이상의 실체 사이의 상호적인 언어 소통이다.

## 어원
다이얼로그(dialogue)는 그리스어의 διά 다이아[*](통하여) + λόγος 로고스[*](낱말, 말)가 어원이다. 대화, 독백, 방백, 침묵 모두를 포함하지만 대화는 말하는 경우가 대부분이다.

## 대화의 원리

### 대화의 원리가 필요한 이유
- 원활한 의사소통
- 원만한 인간관계 형성

### 공손성의 원리 (정중어법)
공손성의 원리란 대화를 할 때 상대방을 배려하고 존중하면서, 공손하고 예절 바르게 말해야 한다는 것을 말한다.
이것을 나이가 어린 사람만 따라야 하는 것은 아니며, 남녀노소와 상관없이 공손성의 원리에 따라 상대방과 대화해야 한다.
- 겸양의 격률 : 겸손하게 말하는 요령. 스스로를 낮추어 겸손하게 말하라는 규칙을 말한다.
- 관용의 격률 : 내 탓으로 돌려 말하는 요령. 문제를 자신의 탓으로 돌리는 표현을 하여 상대방이 이를 너그럽게 받아들이도록 말하라는 규칙을 말한다.
- 동의의 격률 : 동의하며 말하는 요령. 서로 의견이 다를 때, 차이점을 말하기보다 일치점을 강조하며 말하라는 규칙을 말한다.
- 요령의 격률 : 부담스럽지 않게 말하는 요령. 상대방에게 부담이 되는 표현 대신 이익이 되는 표현을 하라는 규칙을 말한다.
- 찬동의 격률 : 칭찬하며 말하는 요령. 다른 사람에 대한 비방을 최대한 줄이고 칭찬을 많이 하라는 규칙을 말한다.

### 순서 교대의 원리
순서 교대의 원리란 적절하게 순서를 교대해 가면서 말을 주고받아야 한다는 것을 말한다.

### 협력의 원리
협력의 원리란 대화를 할 때 지금 이야기 되고 있는 대화의 목적이나 요구에 맞도록 말을 한다는 것을 말한다.
- 관련성의 격률 : 대화의 화제와 연관된 말을 하는 것
  - 대화 함축 : 관련성의 격률을 의도적으로 위반하는 경우
- 양의 격률 : 대화의 목적에 필요한 만큼만 정보를 제공하는 것
- 질의 격률 : 진실한 정보만 제공하도록 노력하는 것
- 태도의 격률 : 모호하지 않는 것

## 문학, 철학 장르
글쓰기에서 모방이나 보고를 할 때, 다이얼로그(dialogue)는 수사학적인 엔터테인먼트와 교육의 목적을 이루기 위해 그리스어와 인도유럽어족에서 쓰이는 문학의 한 형식으로 이름을 붙인다. 이 형식은 발명 이후로 거의 수정되지 않았다. 문학 다이얼로그는 견해 없이 극을 어느 정도 이루고 있다.

## 같이 보기
- 회화